# Marion Faber
Marion Joan Faber (* 17. Dezember 1943 in Los Angeles; † 30. April 2020) war eine amerikanische Germanistin und Übersetzerin. Sie lehrte am Swarthmore College und übersetzte Friedrich Nietzsche und Abraham Joshua Heschel.

## Jugend und Ausbildung
Die aus Los Angeles, Kalifornien stammende Faber wurde als Tochter russischer (Vater) und rumänischer (Mutter) jüdischer Eltern der zweiten Generation geboren. Sie hatte zwei Brüder und eine Schwester. 1960 ging sie als Austauschschülerin der Fairfax High School nach Hannover. Das erste deutsche Wort, das sie im Lexikon nachschlug, war Schlagsahne.
Faber studierte weiterhin Deutsch und kehrte zweimal während des Studiums nach Europa zurück, um in Freiburg im Breisgau und in Wien zu leben und zu studieren. Schließlich erhielt sie die B.A. und M.A. Abschlüsse an der University of California, Berkeley, und ein Doktorat in Germanistik von der Harvard University. Im Jahr 1979 wurde sie Mitglied der Swarthmore-Fakultät und veröffentlichte ihre Dissertation über die Gestalt des Seiltänzers in den Werken von Nietzsche, Kafka, Rilke und Thomas Mann.

## Übersetzungen
Ihre Übersetzung mit Stephen Lehmann von Friedrich Nietzsches Menschlich, allzu menschlich (1984) war versehen mit Fabers Kommentar und Einleitung. Das Buch erschien in der prestigeträchtigen Penguin Classics Reihe, erlebte mehrere Auflagen und wurde zum Bestseller.
1994 übersetzte Faber die erste englische Ausgabe von Mass Rape: The War Against Women in Bosnia-Herzegovina. Das Buch mit Interviews mit muslimischen, kroatischen und serbischen Frauen und Mädchen trug dazu bei, das Bewusstsein für die Grausamkeiten des Krieges im ehemaligen Jugoslawien zu formen.

## Lehre
Nach Lehraufträgen an der University of Massachusetts, University of Toronto und Indiana University entschied sie sich für Swarthmore College. Während ihrer 30-jährigen Tätigkeit am College unweit von Philadelphia unterrichtete sie deutsche Literatur und Kultur und entwickelte interdisziplinäre Kurse in Film- und Medienwissenschaft, Frauenforschung und vergleichender Literaturwissenschaft. In dieser Zeit verdoppelte sich auch die Größe des Fachbereichs Moderne Sprachen und Literaturen am College.
Da sie festgestellt hatte, dass es in den meisten traditionellen Lehrplänen der Germanistik an amerikanischen Universitäten und Colleges kein unmittelbares Studium des Nationalsozialismus oder des Holocaust gab, entwickelte sie 1996 einen multidisziplinären Zugang zu diesem Themenbereich.
Faber wurde 2009 emeritiert.

## Übersetzungen
- Wolfgang Hildesheimer: Mozart (1982). Die Übersetzung kam in die Endauswahl für den American Book Award.
- Friedrich Nietzsche: Human, All Too Human (1984).
- Friedrich Nietzsche: Beyond Good and Evil (1998).

- Sarah Kirsch: The Panther Woman. Five Tales from the Cassette Recorder (1990).[6]
- Thomas Mann: The Tables of the Law (2010), mit Lehmann.
- Abraham Joshua Heschel: In This Hour: Heschel's Writings in Nazi Germany and London Exile (2019), mit Lehmann, hg. von Helen Plotkin.

## Ko-Autorin mit Stephen Lehmann
- Rudolf Serkin: A Life (2003).[7]